# 刘世珩
劉世珩（1875年—1926年），字蔥石、季芝，號聚廎、聚卿、貴池學人、枕雷道士、梅溪釣客，劉瑞芬第五子，又號劉五。安徽貴池南山村人，清末收藏家、篆刻家。

## 生平
光緒甲午（1894年）舉人，歷官江苏特用道，江宁商会总理、度支部右参议、湖北造币厂总办、天津造币厂监督。辛亥革命后定居上海，得精善秘本千余种，含宋、元二刊宋代王应麟之《玉海》，故以“玉海堂”名其居，1940年，家藏聚至7000余件，劉世珩之子劉公鲁於抗日戰爭中去世，家人靠典卖家藏度日。著作有《贵池二妙集》、《贵池唐人集》、《临春阁曲谱》、《大小忽雷曲谱》、《梦凤词》、《曲品》等。